# NGC 4288A
NGC 4288A је елиптична галаксија у сазвежђу Ловачки пси која се налази на NGC листи објеката дубоког неба.
Деклинација објекта је + 46° 15' 19" а ректасцензија 12h 20m 40,6s. Привидна величина (магнитуда) објекта NGC 4288 износи 14,5 а фотографска магнитуда 15,5. NGC 4288A је још познат и под ознакама MCG 8-23-7, PGC 39841.